# Karim El-Gawhary

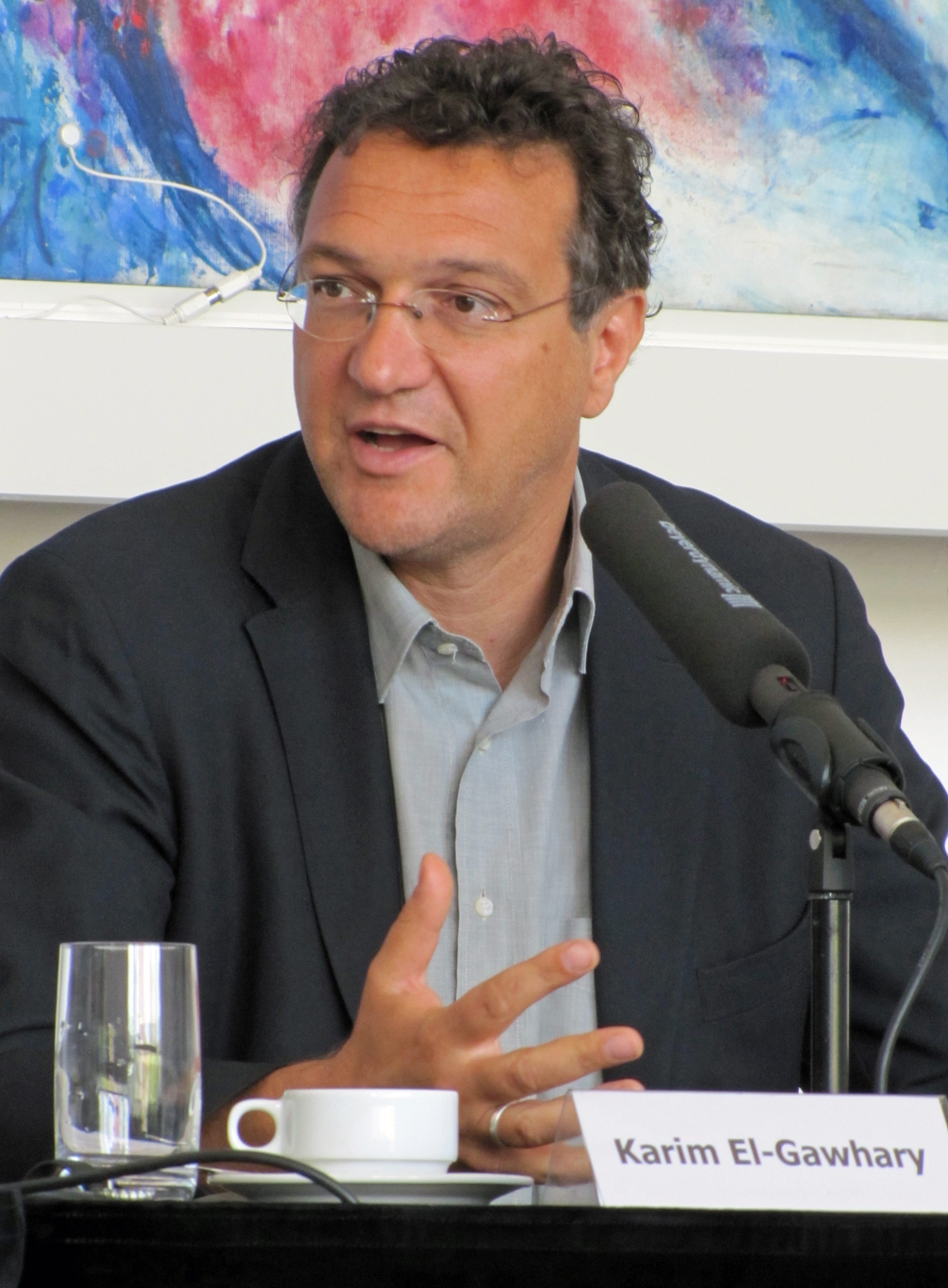
Karim El-Gawhary, 2012 in Frankfurt am Main

Karim El-Gawhary (arabisch كريم الجوهري, DMG Karīm al-Ǧawharī; * 26. November 1963 in München) ist ein deutsch-ägyptischer Journalist.

## Leben
Karim El-Gawhary wurde als Sohn eines Ägypters und einer Deutschen in München geboren und erlernte die arabische Sprache erst im Studium. Er studierte Islamwissenschaft und Politikwissenschaft mit dem Schwerpunkt Nahost an der FU Berlin. Der Journalist arbeitet seit 1991 als Korrespondent in Kairo.
Er schreibt für deutschsprachige Zeitungen, u. a. taz (Berlin), Die Presse (Wien), die Hannoversche Allgemeine Zeitung, die Stuttgarter Nachrichten, die Badische Zeitung (Freiburg), die Rheinische Post (Düsseldorf), Die Rheinpfalz (Ludwigshafen/Rhein) und den General-Anzeiger (Bonn).
Für die ARD war El-Gawhary fünf Jahre lang als Korrespondentenvertreter in Kairo tätig. Seit 2004 leitet er das Nahostbüro des ORF in Kairo.
El-Gawhary ist Mitglied im Berufsverband Freischreiber und gehört dem Netzwerk freier deutschsprachiger Korrespondenten „weltreporter.net“ an.

## Privates
El-Gawhary ist Vater von drei Kindern.

## Bücher
- Alltag auf Arabisch – Nahaufnahmen von Kairo bis Bagdad. Wien 2009, ISBN 978-3218007832.
- Tagebuch der Arabischen Revolution. Wien 2011, ISBN 978-3218008297.
- Frauenpower auf Arabisch. Wien, 2013, ISBN 978-3218008792.
- Mit Mathilde Schwabeneder: Auf der Flucht. Wien 2015, ISBN 978-3218009898.
- Repression und Rebellion: Arabische Revolution – was nun? Kremayr & Scheriau, Wien 2020, ISBN 978-3-218-01232-4.

## Auszeichnungen
2011 wurde er mit dem Concordia-Preis für Pressefreiheit geehrt. 2011, 2013, 2018 und 2020 wurde er als Journalist des Jahres in Österreich in der Kategorie Außenpolitik geehrt, 2013 erhielt er auch den Hauptpreis. 2016 wurde er mit dem Leopold-Kunschak-Pressepreis ausgezeichnet, 2018 mit dem Axel-Corti-Preis.
Im Januar 2023 wurde er mit dem Goldenen Ehrenzeichen für Verdienste um die Republik Österreich geehrt.